# Trong khi chờ đợi Godot
Waiting for Godot (tạm dịch: Chờ đợi Godot hay Trong khi chờ Godot) là vở kịch của Samuel Beckett - nhà văn được giải Nobel Văn học. Tác phẩm được đánh giá là Vở kịch tiếng Anh đáng lưu ý nhất thế kỷ 20. Đây là tác phẩm nói về hai người đàn ông cả đời chờ đợi một nhân vật không quen biết tên là "Godot", Godot viết giống như God (Chúa Trời).
Kịch bản nguyên gốc tiếng Pháp được sáng tác trong thời gian 9 tháng 10 năm 1948 đến 29 tháng 1 năm 1949. Tác phẩm được công diễn lần đầu vào 5 tháng 1 năm 1953 tại Nhà hát Babylone (Théâtre de Babylone), Paris, Pháp.
Waiting for Godot là một tác phẩm tiêu biểu cho loại kịch phi lý. Nó không có cốt truyện, cũng không có cao trào. Cũng có thể gọi nó là bi kịch mang tính chất trào lộng. Ở đây, Beckett muốn gửi đến khán giả 1 thông điệp mang tính hư cấu, tượng trưng cho hình ảnh xã hội hiện đại hoang tàn hay sự cô độc và ý thức đang bị già cỗi của con người hiện đại. Tuy nhiên, thông điệp đó lại được thể hiện hết sức thú vị qua những tình tiết hài hóa bi kịch.
Trường phái kịch phi lý không ra đời trong thời kì văn học hiện đại chủ nghĩa mà ra đời từ sau đại chiến thế giới thứ 2, nên thường bị coi là văn học hậu hiện đại. Kịch phi lý là trường phái kịch xuất hiện vào khoảng những năm 50, 60 của thế kỉ 20, với hàng loạt nhà văn Pháp và các quốc gia Âu Mĩ. Các nhà văn có nguyên quán khác nhau như: Ireland, Romania, Liên Xô, sau đó đều nhập quốc tịch Pháp như: Samuel Beckett, Eugene Ionesco, Arthur Adamov và Harold Pinter của Anh, Peter Weiss của Đức, Edward Albee của Mĩ. Trường phái kịch này không có phong trào thống nhất, cũng không có ngọn cờ chính thức, không có phát biểu tuyên ngôn, không có tổ chức đoàn thể, không tạo lập tập san. Vào cuối những năm 40, Đợi Godot của Samuel Beckett, Nữ ca sĩ hói đầu của Eugene Ionesco đã phát biểu, nhưng phải đến đầu những năm 50 mới gây được chú ý đến khán giả, đến cuối những năm 50 mới hình thành được trường phái kịch.

## Nội dung chính
Hai nhân vật Estragon và Vladimir thất nghiệp tìm mọi cách giết thì giờ trong khi chờ đợi một người được gọi là Godot, nhưng cuối cùng đợi không được; Godot có thể tồn tại, cũng có thể không tồn tại, kịch kết thúc, Godot cũng không đến. Toàn bộ tác phẩm ngoài việc đợi chờ, không có một điều gì khác phát sinh, tại sao lại đợi Godot, Godot là ai, tại sao Godot không đến, tất cả những điều này đều không quan trọng. Tác phẩm dùng cốt truyện không kịch như vậy là để nói lên một điều, nhân loại ngoài việc đợi chờ vô vọng hoặc ngồi đó chờ chết thì không còn con đường nào khác; con người đã không thể biết được về vận mệnh của mình, không thể suy tư về tất cả những thứ quanh mình, cho nên, ngoài việc đợi chờ đầy tiêu cực, ngoài những việc vô nghĩa như vậy, còn biết làm gì đây? Tác phẩm không có nội dung cụ thể, đợi chờ mù quáng và vô vọng chính là nội dung, ý nghĩa của nó là sự vô nghĩa của đợi chờ.